# Dicromantispa sayi
Dicromantispa sayi är en insektsart som först beskrevs av Banks 1897.  Dicromantispa sayi ingår i släktet Dicromantispa och familjen fångsländor. Inga underarter finns listade i Catalogue of Life.